# Kleinumstand
Kleinumstand (früher auch Klein Umstand oder Klein-Umstand) ist der Name einer Gemarkung von Velbert im Kreis Mettmann in Nordrhein-Westfalen die auf eine ehemalige Honschaft der Reichsabtei Werden zurückgeht.

## Geographie

### Geographische Lage
Kleinumstand liegt im Bergisch-Märkischen Hügelland am Nordrand des Stadtgebiets von Velbert auf den nördlichen Ausläufern des Velberter Sattels. Von dort fällt das Gelände teilweise steil ab in die Täler des Rosentaler Bachs, des Hesperbachs und des Oefter Bachs. Naturräumlich liegt die Gemarkung im Ruhrschichtrippenland (Ordnungsnummer 3371.14) Westlich greift Kleinumstand in die Heiligenhauser Terrassen über. Kleinumstand ist heute als Name eines Stadtteils nicht mehr gebräuchlich, vielmehr wird der zentrale Teil vom Stadtteil Langenhorst eingenommen.

### Flächennutzung und Landschaft
Ca. 0,8 km² (19 %) sind Siedlungs- und Verkehrsfläche. Ca. 1,5 km² (37 %) der Gemarkung sind bewaldet. Wälder befinden sich fast ausschließlich im Langenhorster Wald und im Hespertal im östlichen Teil der Gemarkung. Acker- und Weideflächen sowie Baumschulen befinden sich im westlichen Teil und nehmen ca. 1,8 km² (44 %) ein.
Weite Teile Kleinumstands sind als Landschaftsschutzgebiet ausgewiesen (Oefter Bachtal, Rosenthaler Bachtal, Langenhorster Wald, Hespertal). Die 6. Änderung des Landschaftsplans sieht zudem die Ausweisung eines Naturschutzgebiets im Hespertal vor.

### Benachbarte Stadtteile
Von West nach Süd grenzen die Velberter Stadtteile Losenburg, Nordstadt, Nordpark und Hefel an, im Osten der dünn besiedelte Außenbezirk Rottberg, im Norden liegt das Stadtgebiet von Essen.

### Geologie
Der südlich von Kleinumstand anstehende Velberter Sattel besteht in seinem Kern aus kalkigen Schiefern. Um den Velberter Sattel herum, und den Hefel streifend, liegt das schmale Kulm-Kohlenkalkband, welches aus einer dichten Folge von bankigen Kalken, Kalksandstein und Alaunschiefer aufgebaut wird. Nach Osten und Norden schließt sich eine Zone aus Grauwacken und Quarziten des flözleeren Karbons an, der eine vorgelagerte Zone aus Schiefertonen und Sandsteinen mit Magerkohlenschichten folgt. Diese große Vielfalt an geologischen Gegebenheiten auch in Kleinumstand zutage. Von Osten her kommend treten im Hespertal zahlreiche Steinkohlenflöze zutage die jedoch durch eine mächtige Verwerfung (Hespertalstörung) unterbrochen und nach Norden verschoben sind.

### Klima

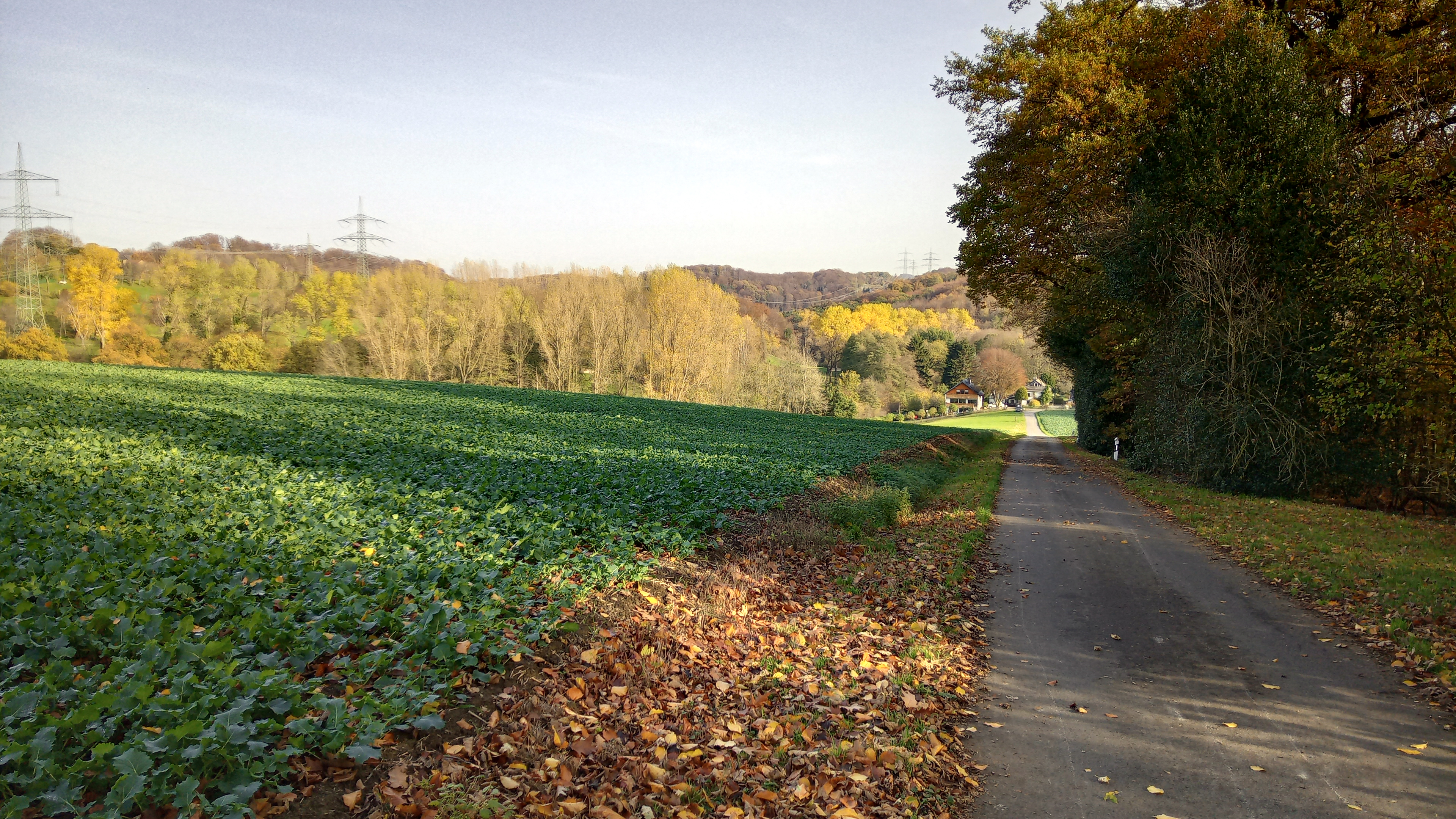
Die Hofgruppe Buchfeld am Ende der ehemaligen Landwehr zeugt mit ihren tiefen Buchenwäldern vom milden atlantischen Klima

Mit westlichen Luftströmungen treffen feuchte atlantische Luftmassen im Bergisch-Märkischen Hügelland erstmals auf ein Hindernis und werden gestaut (Luvlage). Folge sind Steigungsregen, die hier Niederschlagsmengen von 1050 mm p. a. bringen.

## Geschichte

### Etymologie
Der Name Kleinumstand ist, wie die ebenfalls zur Reichsabtei Werden gehörige Honschaft Umstand in Kettwig, darauf zurückzuführen, dass er die um die Reichsabtei umständigen, also am äußersten Rand befindlichen Höfe beschrieb.

### Mittelalterliche Besiedlung

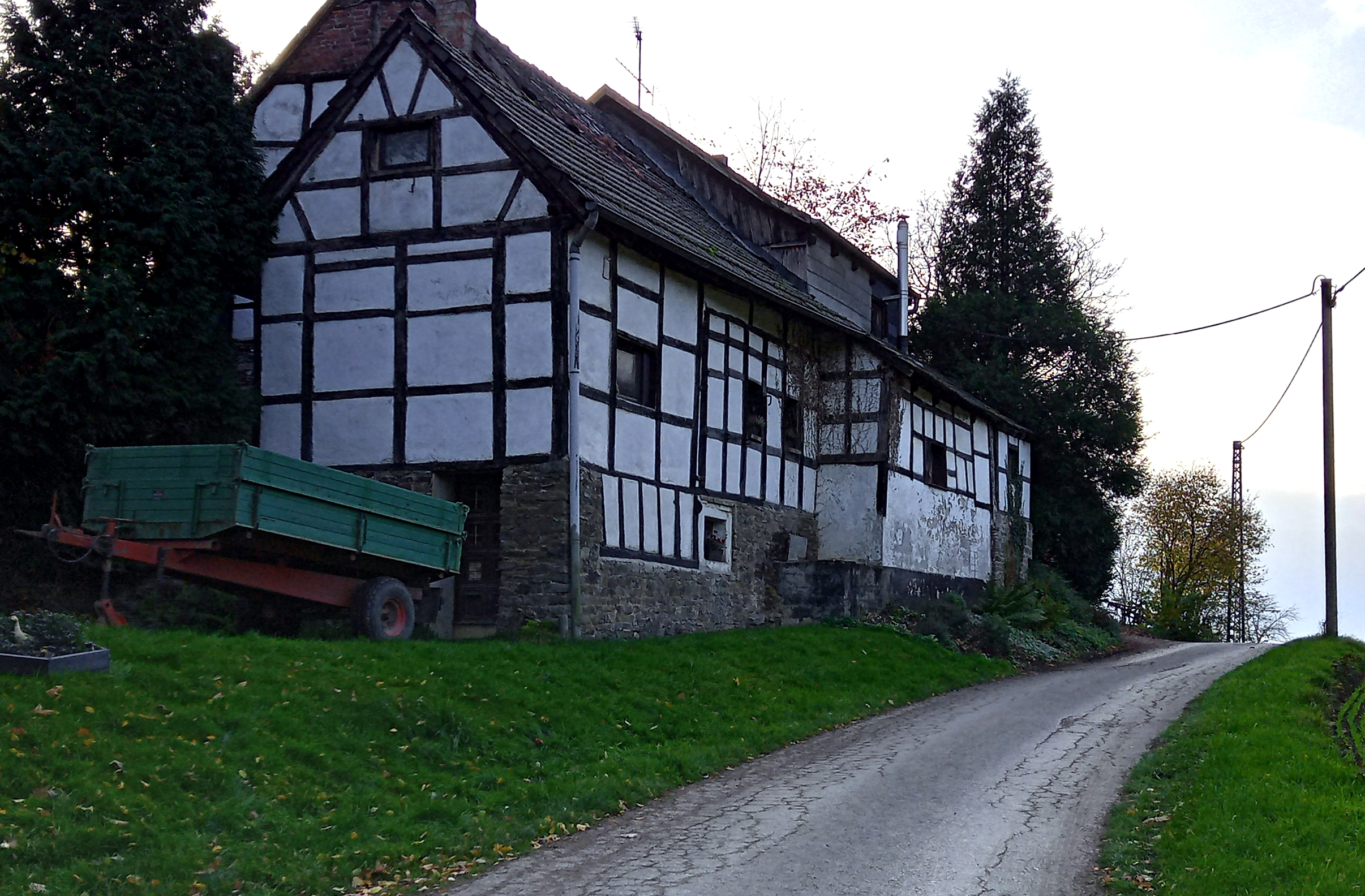
Am Barnscheid lag das westliche Ende der Landwehr

Erste Siellungsansätze in der Umgebung von Kleinumstand finden sich an der Alteburg in Werden, einer eisenzeitlichen Ringwallanlage die ins 3. Jahrhundert v. Chr. zurückreicht. Hier entstand im Jahr 799 das Kloster Werden, von dem die Siedlungsvorstöße bereits um 800 ins Hespertal reichten. In einer Urkunde von 875 wurde der Werdener Zehntbezirk mit „Villa Rottberg und Velbert“ bestätigt, der Kleinumstand umfasst. Im 11. Jahrhundert verlor die Reichsabtei Werden die Honschaft Velbert an die Grafen von Berg und im 13. Jahrhundert die Bauerschaft Rottberg an die Grafschaft Hardenberg. Die Werdener Äbte blieben jedoch weiter Grundherren und Oberhirten in dieser Region. Die heutige Gemarkung Kleinumstand bildete fortan die Südgrenze der Reichsabtei.
In der Gemarkung erreichte die Strata Coloniensis, die alte Kölnische Landstraße (heute Werdener Straße / Bundesstraße 224) das Werdener Land. Vermutlich im 14. Jahrhundert entstand hier eine doppelt gestaffelte Landwehr als Höhensperre, um die Grenze zum Herzogtum Berg zu kontrollieren. In der unter Abt Heinrich Duden 1582 gefertigten Karte wird bei Gut Kalkofen ein Schlagbaum dargestellt, an dem auch das Wegegeld zu entrichten war.
Die Dudenkarte bezeichnet die Honschaft nicht beim Namen, jedoch sind die Höfe Barnscheidt (Barnscheit), Buchfeld (namenlos), Drecks (Drecks Katten), Friesenkotten (Fryskatte), Grundscheid, Groß Hefel (Vor dem Hoffthal), Im Stock, Niederkalkofen (Kalckowen), Niedergrundscheid, Oberlangenhorst, Oberkalkofen (Kalkowen Jadelhoff) und Wasserfall (Im Watervall) dargestellt.

### Zugehörigkeit in der Neuzeit

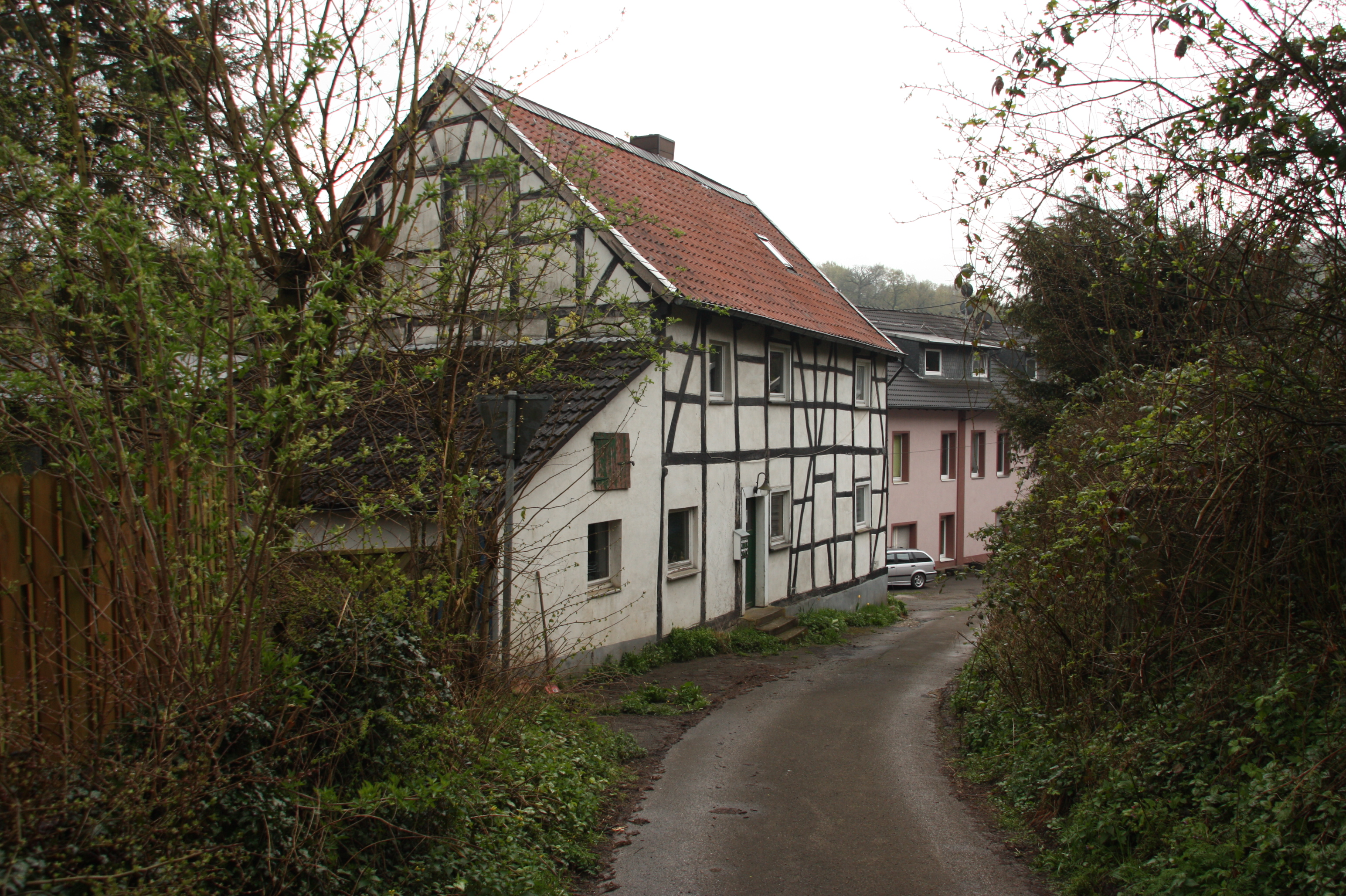
Großhefel

Nach dem Behandigungsbuch der Abtei Werden, befand sich das Gut vorm Heffel 1747 und 1777 in Groß-Umstand und 1777 in der Bauerschaft Großumstand (richtig wäre Honnschaft). Die Honschaft Kleinumstand wurde laut Kötzschke urkundlich erst um 1800 aus einer größeren Verwaltungseinheit namens Umstand ausgegliedert.
Aus den Honnschaften der ehemaligen Reichsabtei Werden wurden im 19. Jahrhundert im Landkreis Essen mehrere Landgemeinden gebildet. Die südlich der Ruhr und östlich der Stadt Werden liegenden sieben Honnschaften bildeten die Gemeinde Siebenhonnschaften, die zur Bürgermeisterei Werden-Land gehörte.
Am 15. Januar 1875 schieden die beiden Honnschaften Hinsbeck und Rodberg aus der Gemeinde aus und bildeten die neue Gemeinde Kupferdreh. Der Name der alten Gemeinde wurde nicht geändert, obwohl sie seitdem nur noch aus fünf Honnschaften bestand.
In den 1920er Jahren wurde der Ruf der Einwohner der Honschaft Kleinumstand nach einer Eingemeindung ins nahe gelegene Velbert immer lauter. In einer Einwohnerversammlung stimmten 1925 90 % der Anwesenden für eine Vereinigung mit Velbert. Gründe für die Unzufriedenheit mit dem bisherigen Status waren die fehlende Wasser- und Schulversorgung sowie die enge wirtschaftliche Verflechtung mit dem nahen Velbert. Die Stadt Velbert hatte das Gut Langenhorst bereits zu dieser Zeit erworben und besaß damit 175 der insgesamt 350 Hektar der Gemeinde Kleinumstand. Der Landrat des Kreises Essen stimmte gegen eine Umgemeindung, da er die Zerschlagung der Gemeinde Werden-Land befürchtete. Der Gemeinderat der Bürgermeisterei Werden-Land stimmte ebenfalls dagegen. Sollte die Gemeinde jedoch „in den Strudel der Eingemeindungen hineiungezogen werden, Kleinumstand billigerweise nach Velbert kommen“.
1930 wurde Kleinumstand schließlich von der Stadt Velbert eingemeindet.

### Einwohnerentwicklung

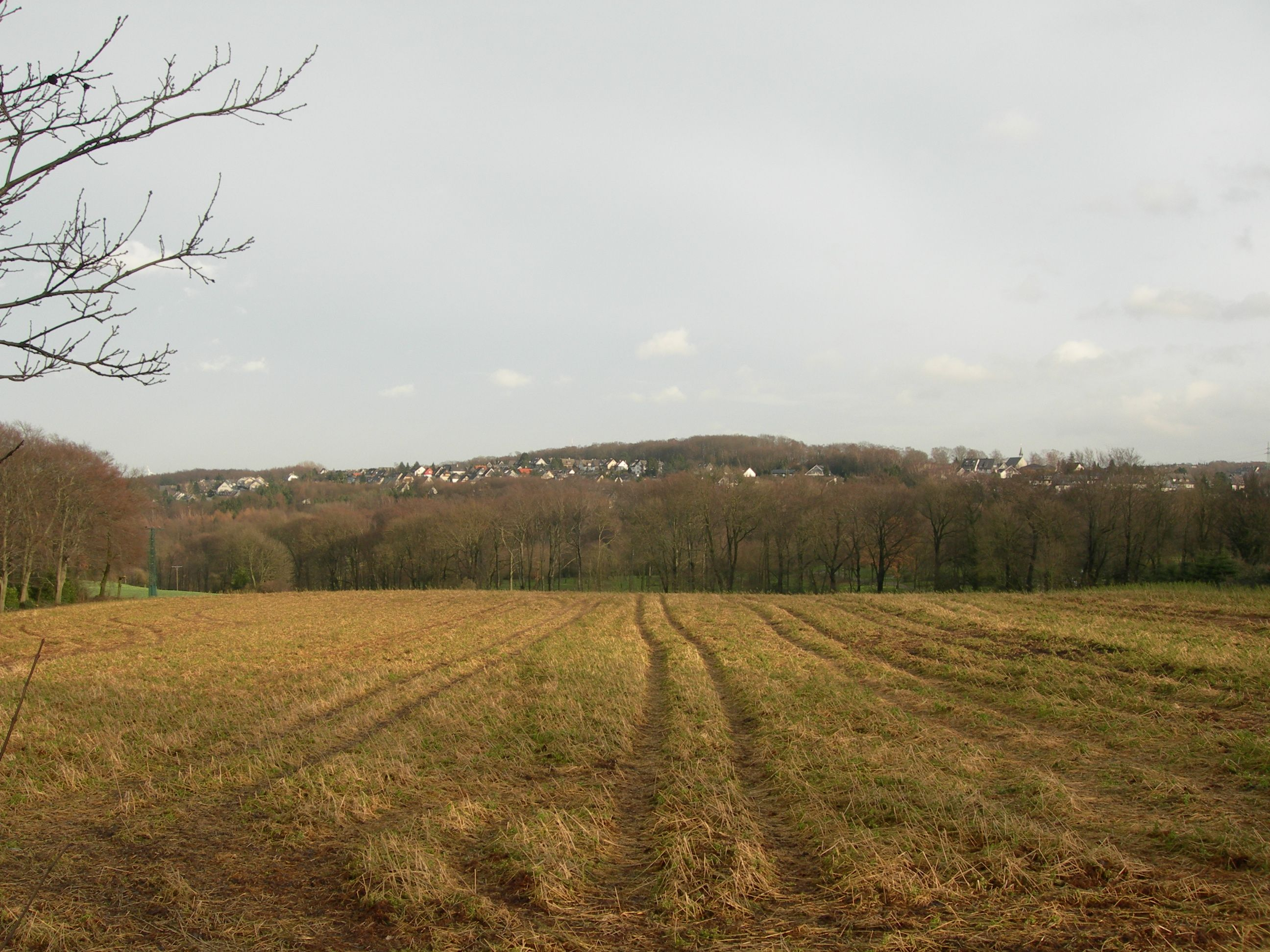
Siedlung Langenhorst

1817 wurden 175 Einwohner angegeben, wovon 53 Katholiken, 71 Lutheraner und 51 Reformierte waren.
Laut der Statistik und Topographie des Regierungsbezirks Düsseldorf von 1832 wohnten in Kleinumstand 275 Einwohner, davon 128 katholische und 147 evangelische. Es wurden 28 Wohnhäuser, 23 landwirtschaftliche Gebäude und eine „Fabrik oder Mühle“ vermerkt.
Nach der Eingemeindung nach Velbert erfolgte eine sprunghafte Siedlungsentwicklung. Auf Initiative des „Siedlervaters“ Nikolaus Ehlen entstanden Pläne zur Errichtung einer Selbsthilfe-Siedlung. Ab 1934 wurde die von den Nationalsozialisten übernommene Planung umgesetzt und 1936 konnte der erste Siedler sein Haus beziehen. Nur wenige Tage nach Kriegsende rief Nikolaus Ehlen erneut Siedler zusammen um den zweiten Bauabschnitt zu beginnen. Heute bildet der Langenhorst mit rund 1748 Einwohnern den zentralen Stadtteil in der Gemarkung Kleinumstand.
Am 1. Januar 2020 waren von den 1748 Einwohnern 34,8 % evangelisch, 30,6 % röm. katholisch und 34,3 % anderer bzw. ohne Konfession. Der Ausländeranteil betrug 2,7 % (Stadtdurchschnitt 15,7 %). Der Anteil der über 65-Jährigen lag bei 25,2 % (Stadtdurchschnitt 21,2 %).

## Kultur und Sehenswürdigkeiten

### Bauwerke

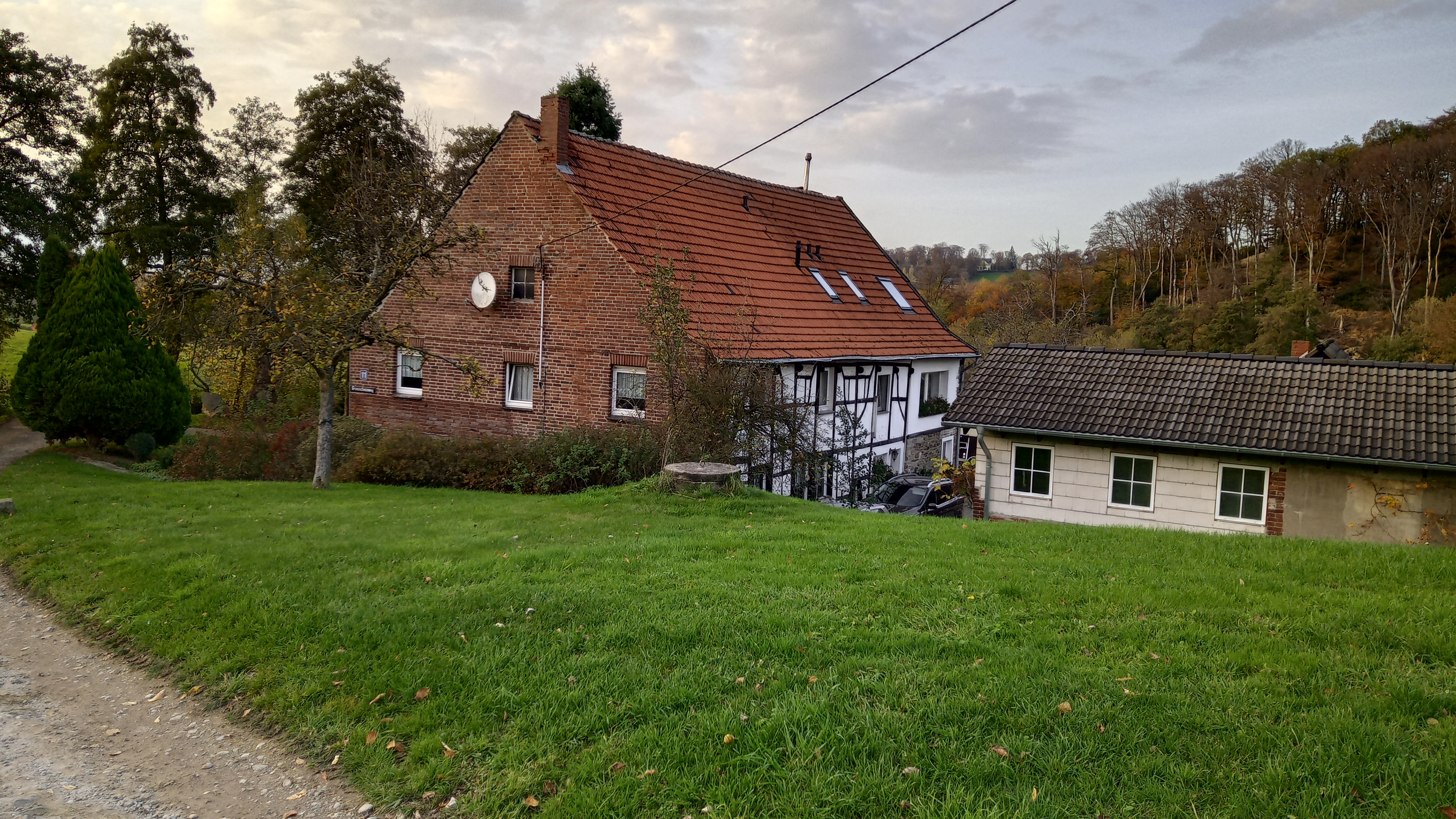
Der Drecks Kotten

Drecks ist ein Kotten am äußersten westlichen Ende der ehemaligen Honschaft zwischen dem Püsters Bach (Grenze Heiligenhaus) und dem Oefter Bach (Grenze Essen). Er ist 1582 bereits in der Dudenkarte als „Drecks Kotten“ dargestellt. Kurios ist, dass die Gemarkungsgrenze (früher Honschaftsgrenze) zwischen Kleinumstand und Tüschen und somit zwischen den Städten Velbert und Heiligenhaus und historisch die Landesgrenze zwischen der Reichsabtei Werden und dem Herzogtum Berg mitten durch das Wohnhaus verläuft. Nur der vordere Giebel liegt in Heiligenhaus, der hintere Teil des Wohnhauses und die Hofgebäude liegen in Velbert. Das Wohnhaus trägt die Adresse Grundscheidsweg (Velbert) kann aber nur über den Faulsweg (Heiligenhaus) erreicht werden.

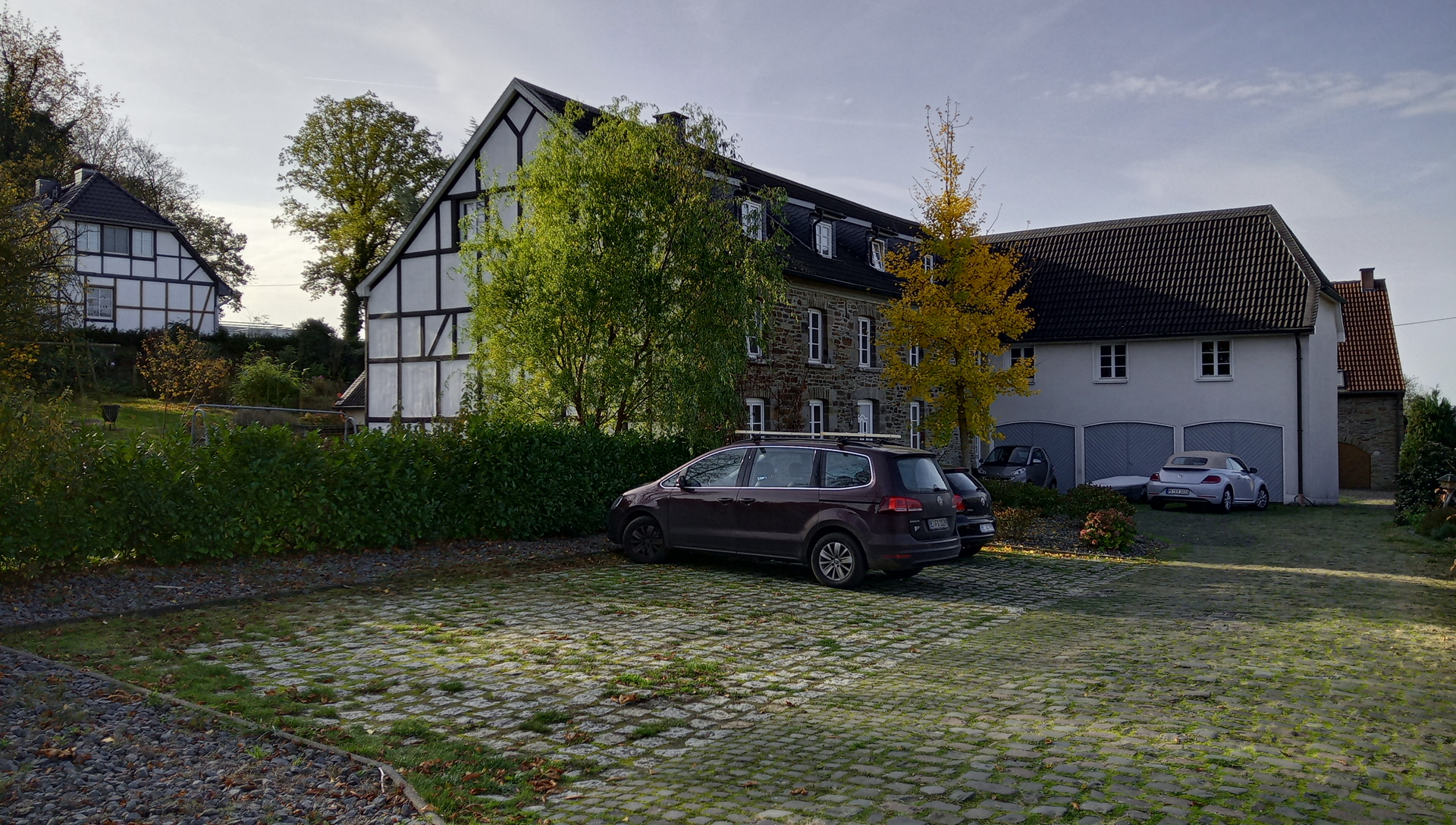
Gut Obergrundscheid

Grundscheid(tshof) (im 12. Jahrhundert als Gruntenschethe erstmals erwähnt) lag unmittelbar an der alten Kölner Landstraße / Strata Coloniensis, heute B224 / Werdener Straße und war laut Dudenkarte ein in die alte Landwehr eingebauter Hof, der heute nicht mehr existiert.
Großhefel (1499 vor dem Heefftael, 1582 dem Hofthal, 1874 Großhovel), heute Hefel 23, ist als ältester Hof im Hefel am Rande des Hespertals in der Honschaft Kleinumstand in der Reichsabtei Werden gegründet worden.
Kalkofen (im 11. Jahrhundert als de Kalckamnon erstmals erwähnt) teilt sich in die Höfe Nieder- und Oberkalkofen. Niederkalkofen liegt unmittelbar an der alten Kölner Landstraße / Strata Coloniensis, heute B224 / Werdener Straße und ist laut Dudenkarte ein in die alte Landwehr eingebauter Hof. Hier ist ein Schlagbaum zur Entrichtung von Zoll- oder Wegegeld eingezeichnet.
Oberkalkofen wurden in den 1970er Jahren von der Stadt Velbert aufgekauft, abgebrochen und auf dem Gelände wurde der Nordfriedhof angelegt.
Langenhorst (974/983 In Langonhorst) war ein Oberhof in Besitz des Werdener Klosters, gelegen auf einer weitläufigen Höhenkuppe zwischen Rosenthaler Bach und Hesperbach. Er wurde von der Stadt Velbert noch vor der Eingemeindung 1930 mit umfangreichem Landbesitz aufgekauft und in den 1970er Jahren abgebrochen. Auf seinem Grund entstand der heutige Stadtteil Langenhorst.

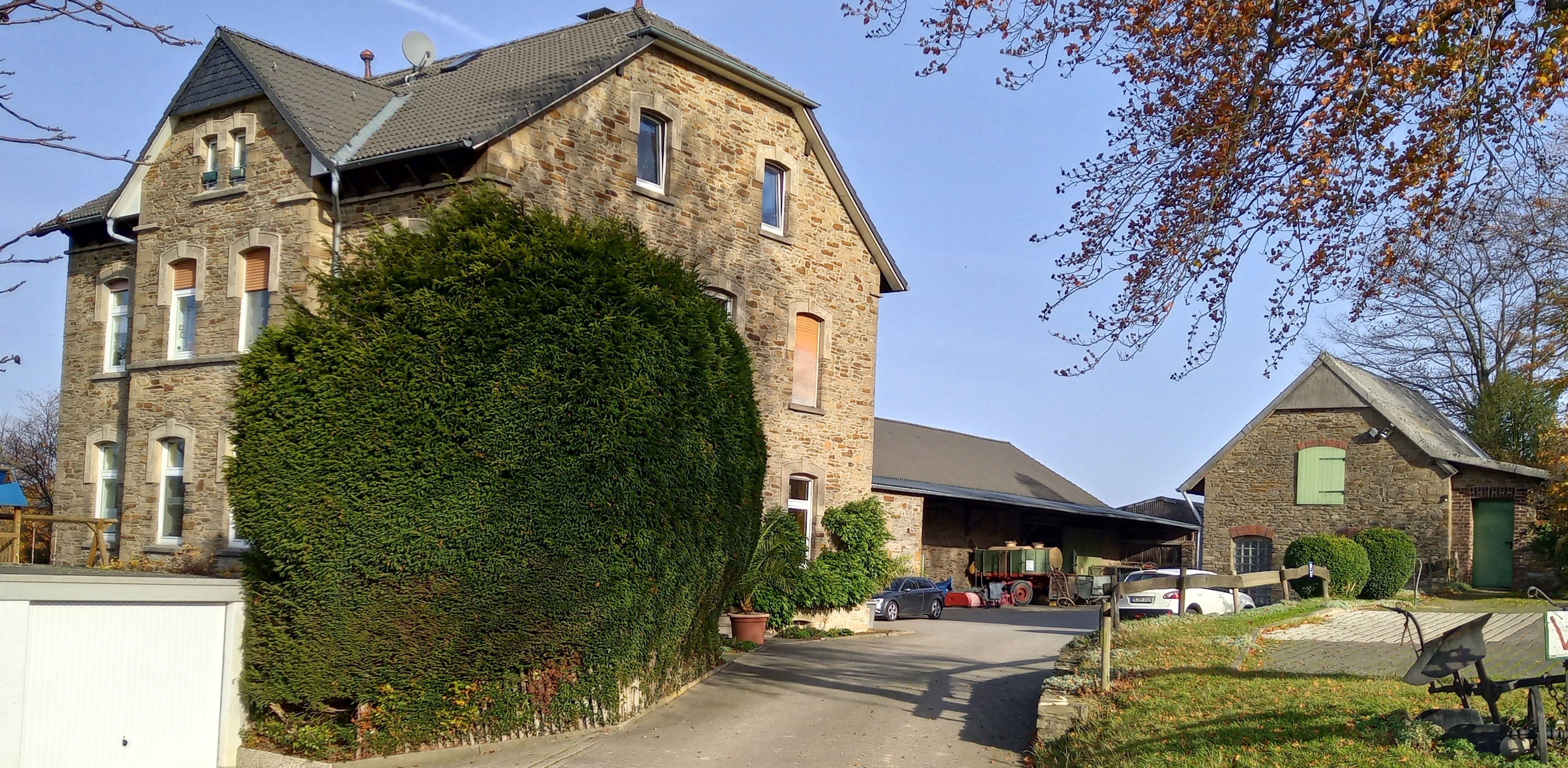
Villa Comberg

Villa Comberg bezeichnet einen um 1900 angelegten Gutshof auf dem zum Buchfeld führenden Bergrücken.
Buchfeld bezeichnet eine Hofgruppe am linken Abhang des Rosenthaler Bachtals. Hier führte ein mittelalterlicher Nebenweg von Velbert nach Werden und querte die Werdensche Landwehr.

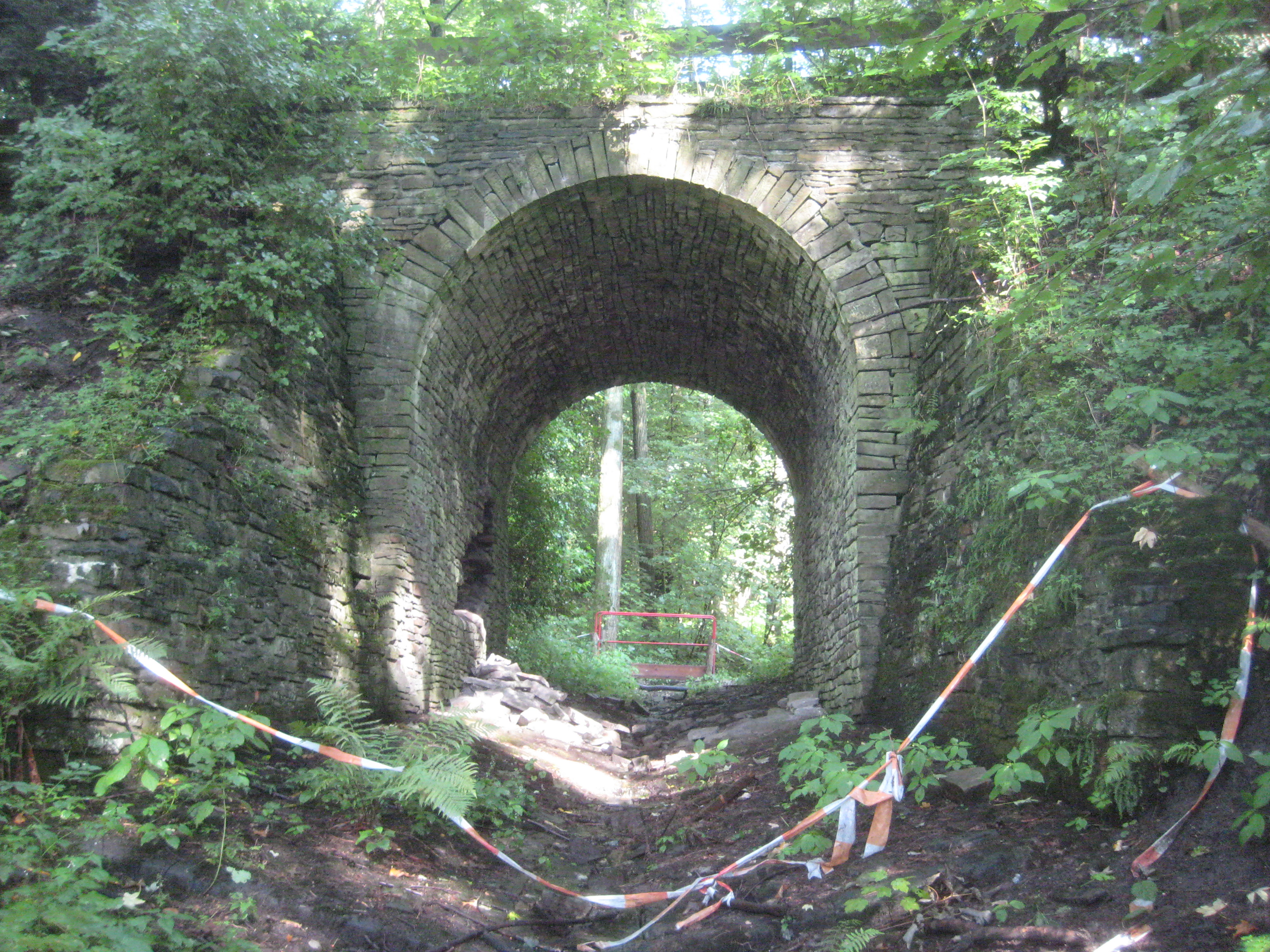
Die Schleppbahnbrücke 2009 vor der Sanierung

Die Schleppbahnbrücke ist ein Baudenkmal im Langenhorster Wald, im Verlauf einer ehemaligen, 1857 angelegten Pferdeschleppbahn. Das Bauwerk ist eine einbogige Brücke aus behauenem Ruhrsandstein und wurde bis ins 21. Jahrhundert im Zuge eines Wanderwegs genutzt. 2009 beantragte der Stadtförster der Stadt Velbert den Abbruch der vorgeblich baufälligen Brücke. Der Weg wurde gesperrt. Die Instandsetzung wurde mit 130.000 € beziffert. Das von Ruth Adomaitis und Georg Steih spontan gemachte Angebot der Instandsetzung durch Eigeninitiative der Siedlergemeinschaft Langenhorst lehnte der Stadtförster ab. Der Architekt Josef Johannes Niedworok dokumentierte das Bauwerk und beantragte die Aufnahme in die Denkmalliste. Der Landschaftsverband Rheinland stellte in einem Gutachten den Denkmalwert fest. Schließlich wurde das Bauwerk von den Technischen Betrieben Velbert für 50.000 € saniert.

### Grünflächen und Naherholung

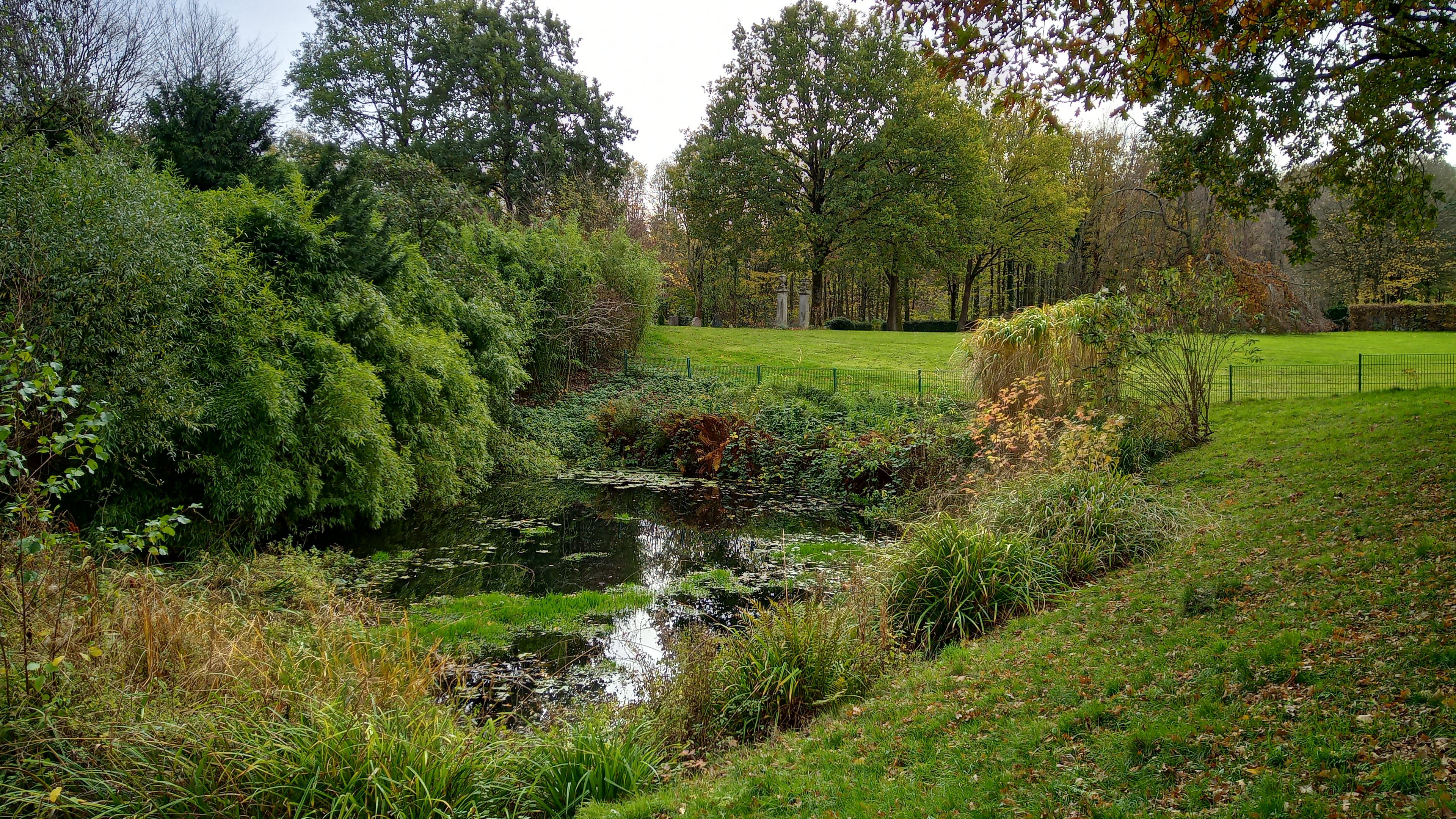
Velberter Nordfriedhof

Der Langenhorster Wald ist ein beliebtes Ausflugsgebiet der Velberter Nordstadt.
Erschlossen wird das Ausflugsgebiet durch den Neanderlandsteig, den Bergischen Weg und den Harkortweg, einen Fernwanderweg des Sauerländischen Gebirgsvereins, die sich im Hefel bündeln, sowie zahlreiche Rundwanderwege.
1980 wurde der Velberter Nordfriedhof auf dem von der Stadt angekauften Gelände des Guts Oberkalkofen angelegt. Der 8 Hektar große Friedhof übernimmt die Rolle des Hauptfriedhofs der Stadt und bietet alle Begräbnisarten an. Er zeichnet sich durch seine weitläufige landschaftsgärtnerische Gestaltung aus.

## Wirtschaft und Infrastruktur

### Verkehr

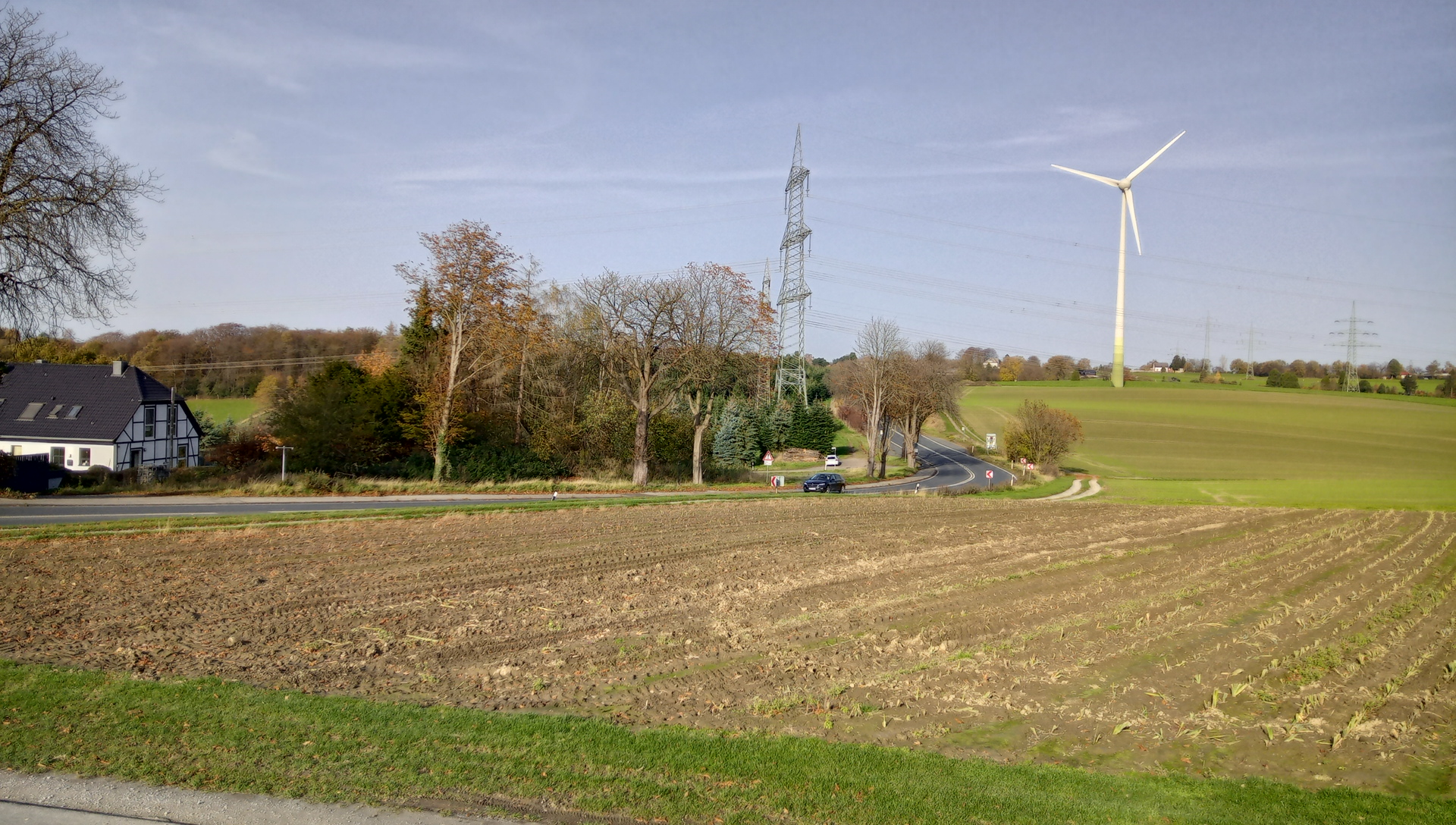
Die Werdener Straße (B224) verläuft über einen Höhenrücken nach Norden ins Stadtgebiet der Stadt Essen

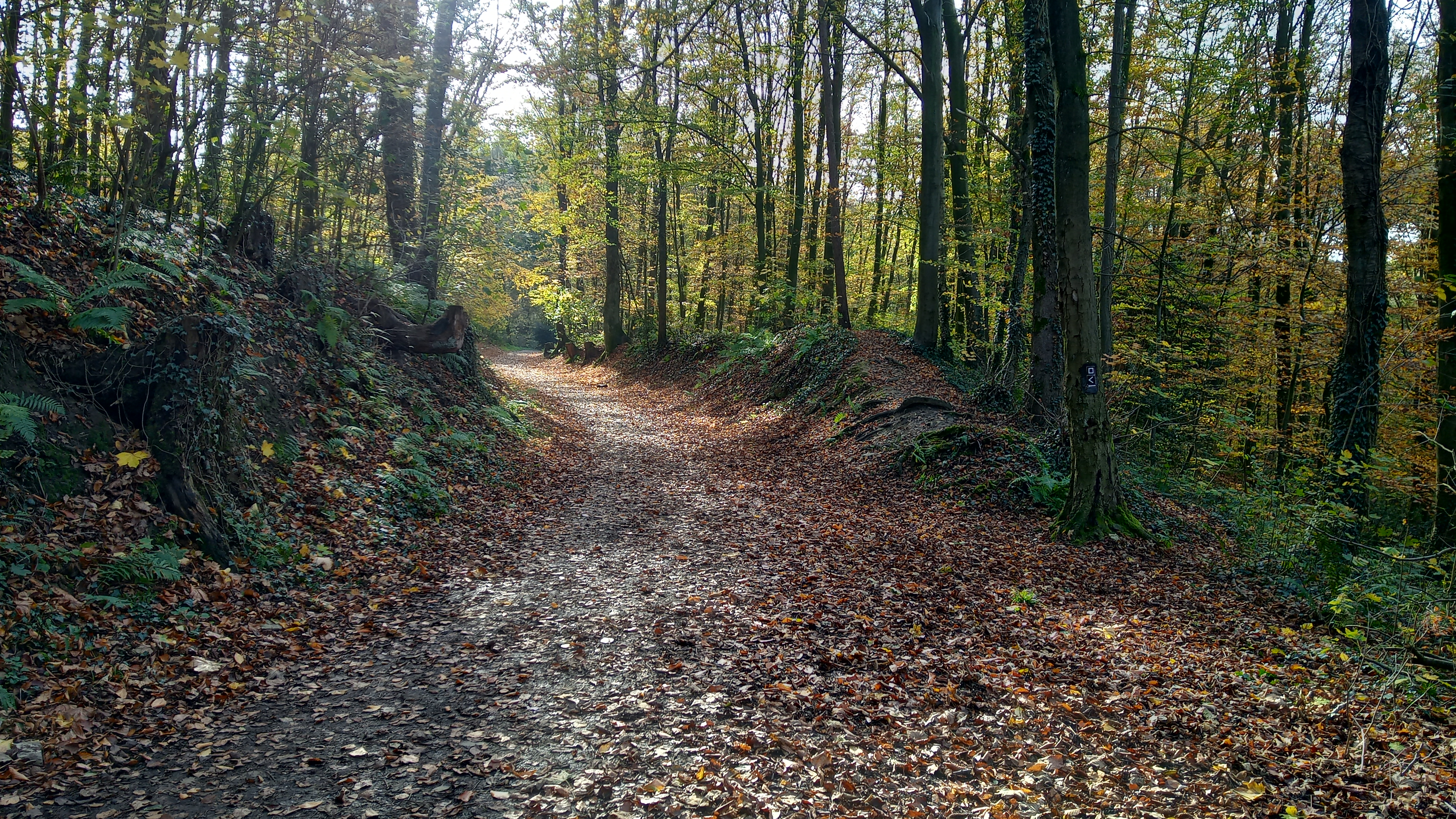
Ehemalige Schleppbahntrasse im Langenhorster Wald

- Die Strata Coloniensis gehörte im Mittelalter zu den bedeutendsten Fernhandelswegen des Niederbergischen Hügellandes. Sie verband die Handelsmetropole Köln mit der 799 vom hl. Liudger gegründeten, reichsfreien Abtei Werden, einem späteren Benediktinerkloster. Der erste Nachweis ist eine Schenkungsurkunde: Am 16. Oktober 1065 schenkte Heinrich IV. dem Erzbischof von Bremen einen Bannforst zwischen Ruhr, Rhein, Düssel und dem Weg, der von Köln zur Brücke vor Werden führt. Der Ausbau der Kölner Straße zu einer Chaussee erfolgte im Jahr 1815. Heute verläuft die Bundesstraße B224 / Werdener Straße weitgehend über die historische Straße.

- Die Phönixhütte in Kupferdreh baute 1855 eine Pferdeschleppbahn, welche die verstreut liegenden Erzgruben im Heiligenhauser und Velberter Bergrevier Werden erschloss. Die Schleppbahn lief durch den Langenhorster Wald. Die Schleppbahnbrücke Oberlangenhorstbeeke ist heute ein Baudenkmal. Nach dem Deutsch-Französischen Krieg 1870–71 verfielen die Rohstoffpreise für Metalle, da nun günstigere Abbaugebiete in Lothringen zur Verfügung standen. Der obere Teil der Pferdebahn mit der Schleppbahnbrücke wurde mitsamt den Erzzechen stillgelegt.

- 1898 eröffnete die Bergische Kleinbahn die Straßenbahnlinie von Elberfeld über Neviges und Velbert nach Werden. Haltestellen befanden sich am Grundscheids Weg und am Plätzchen. Die Stilllegung der Straßenbahn erfolgte bereits 1952.

- In den 1980er Jahren wurden die ersten beiden Teilstücke der Bundesautobahn 44 zwischen Heiligenhaus-Hetterscheidt und Velbert-Langenberg eröffnet. Die Landschaft am südlichen Rand der Gemarkung wurde mit dem Bau des Langenhorster Knotens und der Abfahrt Velbert-Nord grundlegend verändert. Während am Langenhorster Knoten (heute AK Velbert-Nord) die Bundesautobahn 535 aus Wuppertal angebunden wurde, unterblieb der bis in die 1970er Jahre geplante Ausbau der Bundesstraße 224 zu einer Schnellstraße.

- Zahlreiche Linienbusverbindungen laufen heute über die B224 zwischen Velbert und Essen: die Linie 169 und die Schnellbuslinie 19 (Heiligenhaus-Velbert-Essen Hbf), sowie die Nachtbuslinie 8. Die Velberter Ortsbuslinie 2 erschließt den Nordfriedhof und die Linie 4 den Ortsteil Langenhorst.

### Unternehmen und Einrichtungen
- Ende des 19. Jahrhunderts betrieb die Ziegelei Hegemann am Rande des Werdener Straße einen Ringofen und eine 3 Hektar große Tonsteingrube. Nach Stilllegung der Ziegelei wurde das Gelände nach 1945 zur Erweiterung der Siedlung Plätzchen bebaut.

- 1970 Errichteten die Stadtwerke Velbert ihre Verwaltung und ihren Betriebshof nördlich der Kettwiger Straße / K4. Das 7 Hektar große Gelände wird nach dem geplanten Fortzug der Stadtwerke einen neuen Stadtteil aufnehmen.

- Die soziotherapeutische Einrichtung Gut Stock liegt am südlichen Rand von Langenhorst. Das Haus ist ein Altbau und wurde 1865 als landwirtschaftliches Gut erbaut. In den 50er Jahren wurde es von der Stadt Velbert als Altenheim betrieben. Erst seit den 80er Jahren befindet sich darauf eine Einrichtung der stationären Suchtkrankenhilfe.